# Роп'яний
Роп'яний (пол. Ropiany) — гірський потік в Україні, у Дрогобицькому районі Львівської області у Галичині. Лівий доплив Стинавки, (басейн Дністра).

## Опис
Довжина потоку приблизно 5,45 км, найкоротша відстань між витоком і гирлом — 4,38 км, коефіцієнт звивистості потоку — 1,24. Формується багатьма безіменними гірськими струмками. Потік тече у межах Сколівських Бескидів (частина Українських Карпат).

## Розташування
Бере початок на північних схилах хребта Цюховий Діл (942 м). Тече переважно на південний схід і у селі Орів впадає у річку Стинавку, ліву притоку Стрию.